# 20049 Antoniopresti
20049 Antoniopresti este o planetă minoră (asteroid), cu un diametru de 3,971 km, din centura de asteroizi. A fost descoperită pe 21 martie 1993 la Observatorul La Silla de Uppsala–ESO Survey of Asteroids and Comets⁠(d). 
Obiectul prezintă o orbită caracterizată de o semiaxă mare de 2,6735736 UAi, o excentricitate de 0,17, o înclinație de 2,00839 ° în raport cu ecliptica.